# Plonie Scheringa
Plonie Scheringa (7 september 1941) is een voormalige Nederlandse langeafstandsloopster, die gespecialiseerd was in de marathon. Ze werd met name bekend wegens het winnen van een aantal grote Nederlandse wegwedstrijden. 

## Loopbaan
Haar eerste succes boekte Scheringa in 1973 met het winnen van de halve marathon van Egmond. Twee jaar later won ze de marathon van Amsterdam. Dit was de eerste editie van deze loop in de hoofdstad. In 1977 ging ze opnieuw als eerste vrouw over de streep in Amsterdam en won eveneens de marathon van Apeldoorn. Haar persoonlijk record op de marathon behaalde ze in 1983 bij de marathon van Seoel. Ze finishte hier in een tijd van 2:54.07.
Scheringa deed ook aan ultralopen. Ze schreef in 1978 de Ronde van de Haarlemmermeer (61 km) op haar naam met een tijd van 4:39.54. In 1997 werd ze tweede bij de Zestig van Texel in 5:06.13.
Aan het einde van haar sportieve loopbaan liep Plonie Scheringa vele veteranenrecords. Ook won ze in 1995 nog de Groet uit Schoorl Run. Het was de tweede maal dat ze deze wedstrijd won, want in 1983 won ze hem ook al eens.
In haar actieve tijd was Scheringa aangesloten bij AV DEM en later bij Veteranen Nederland.

## Persoonlijke records
Baan
| Onderdeel | Prestatie | Datum        | Plaats |
| --------- | --------- | ------------ | ------ |
| 10.000 m  | 38.52,71  | 22 juni 1985 | Rome   |
| 20.000 m  | 1:17.10,0 | 4 april 1981 | Leiden |
| 25.000 m  | 1:39.48,0 | 21 juli 1979 | Lisse  |
| 30.000 m  | 1:58.44   | 20 juni 1981 | Aalten |

Weg
| Onderdeel      | Prestatie | Datum           | Plaats   |
| -------------- | --------- | --------------- | -------- |
| 10 km          | 37.03     | 22 juni 1985    | Woerden  |
| 1 uur          | 14.936 m  | 10 oktober 1982 | Weert    |
| halve marathon | 1:19.34   | 19 maart 1983   | Den Haag |
| marathon       | 2:54.07   | 23 april 1983   | Seoel    |

## Palmares

### 15 km
- 1984:  Plassenloop - 1:01.02
- 1997: 4e Zevenheuvelenloop - 1:03.05

### 10 Eng. mijl
- 1983:  Franeker-Zweins-Franeker - 1:07.39
- 1997: 51e Kivo 10 EM - 1:15.56

### 20 km
- 1975:  Zilveren Molenloop - onbekende tijd

### halve marathon
- 1973:  halve marathon van Egmond - 1:40.00
- 1976:  halve marathon van Egmond - 1:30.00
- 1979:  halve marathon van Egmond - 1:32.45
- 1980:  halve marathon van Egmond - 1:29.19
- 1981:  City-Pier-City Loop - 1:29.38
- 1983: 5e City-Pier-City Loop - 1:19.34

### 30 km
- 1983:  Groet uit Schoorl Run - 2:07.39
- 1995:  Groet uit Schoorl Run - 2:07.09

### marathon
- 1974: 22e marathon van Waldniel - 3:33.47
- 1975:  marathon van Amsterdam - 3:13.38
- 1976:  marathon van Apeldoorn - 3:13.10
- 1976: 8e marathon van Sneek - 3:06.49
- 1976: 5e marathon van Coventry - 3:18.08
- 1977:  marathon van Apeldoorn - 3:23.04
- 1977:  marathon van Amsterdam - 3:28.24
- 1980:  marathon van Apeldoorn - 3:06.55
- 1980:  marathon van Amsterdam - 3:04.56
- 1982:  marathon van Eindhoven - 2:57.50
- 1983: 8e marathon van Seoel - 2:54.07

### ultralopen
- 1978:  Ronde van de Haarlemmermeer (61 km) - 4:39.54
- 1997:   Zestig van Texel (60 km) - 5:06.13